# Niet Schieten!
Niet Schieten! is een Nederlands cabarettrio dat bestaat uit Arend Edel, Maarten Hennis en Erik Jobben. Van 2012 tot 2019 was Niet Schieten! een duo. Erik Jobben schreef gedurende deze periode wel mee, maar trad niet meer op met Arend en Maarten. In 1994 wonnen ze de tweede prijs in het Amsterdams Kleinkunst Festival en datzelfde jaar ook de jury- en publieksprijs van het Cameretten Festival.
Hun theaterprogramma's tot nu toe waren:
1. Natongen in de Foyer
2. Natte Narren
3. Een Vlucht Regendruppels
4. Taboe
5. Navelstaren
6. Petrov (regie Hetty Heyting)
7. Noodlot
8. Kwaad Bloed
9. Tien
10. Zieke Geesten (2004, regie Hetty Heyting)
11. Loverboys (theaterseizoen 2006-2007-2008)
12. Nymfomannen (theaterseizoen 2008-2009), regie Vincent van den Elshout
13. Mannen zijn Zeikwijven (theaterseizoen 2010-2012), regie Vincent van den Elshout
14. Vrouwen willen maar 1 Ding (theaterseizoen 2012- jan 2015), regie Vincent van den Elshout
15. Kusje erop (theaterseizoen 2015-2016), regie Vincent van den Elshout
16. Tijd voor een trio (theaterseizoen 2017-2018), met Esmée van Kampen[2]
17. 25 jaar Lust & Leed (Jubileumprogramma - weer in de oorspronkelijke samenstelling: Erik Jobben, Maarten Hennis, Arend Edel)
18. Mannen van Niks (Theaterseizoen: 2022-2023  en  2023-2024)

Niet Schieten! heeft ook nog een aantal cd's uitgebracht:
- A capella (daar praten ze liever niet meer over)
- Liplezen (live met publiek)
- Navelstaren (live met publiek)
- Iets (Studio-opname)
- Helaas (single)(Studio-opname)

Niet Schieten! heeft bovendien dvd's uitgebracht van de theatervoorstellingen:
- Kwaad Bloed
- Tien (jubileumprogramma)
- Zieke Geesten
- Petrov
- Loverboys
- Nymfomannen
- Mannen zijn Zeikwijven

Voorts is er nog een videoclip gemaakt van het nummer Helaas.
De voorstelling Petrov speelde Niet Schieten! al eind 20ste eeuw en later weer van half november 2005 tot half januari 2006. De samenstelling van de cast 2005/2006 was: Niet Schieten! met daarnaast Onno Innemee, Cynthia Abma, Smadar Monsinos en Sita van Sante.
Niet Schieten! heeft door de jaren heen met verschillende regisseurs gewerkt zoals Hetty Heyting, Bruun Kuijt, Onno Rademakers en Patrick Stoof. Vanaf 2006 werken ze intensief met Vincent van den Elshout. De voorstellingen hebben een hoog 'hier en nu' gehalte en zijn zeer interactief.